# Discografia di Fabri Fibra
In questa voce è riportata la discografia di Fabri Fibra, rapper italiano attivo dapprima con gli Uomini di Mare negli anni novanta e successivamente come da solista dal 2002.

## Album

### Album in studio
| Anno                                                         | Titolo | Classifiche | Classifiche | Certificazioni     |
| Anno                                                         | Titolo | ITA         | SWI         | Certificazioni     |
| ------------------------------------------------------------ | --- | ----------- | ----------- | ------------------ |
| 2002                                                         | Turbe giovanili - Pubblicato: febbraio 2002 - Etichetta: Vibrarecords - Formati: CD, 2 LP, download digitale                   | 6           | —           | - ITA: Oro         |
| 2004                                                         | Mr. Simpatia - Pubblicato: 1º settembre 2004 - Etichetta: Vibrarecords - Formati: CD, CD+DVD, 2 LP, download digitale          | 3           | —           | - ITA: Platino     |
| 2006                                                         | Tradimento - Pubblicato: 26 maggio 2006 - Etichetta: Universal - Formati: CD, 2 CD, download digitale                          | 1           | —           | - ITA: Platino (3) |
| 2007                                                         | Bugiardo - Pubblicato: 9 novembre 2007 - Etichetta: Universal - Formati: CD, download digitale                                 | 6           | —           | - ITA: Platino     |
| 2009                                                         | Chi vuole essere Fabri Fibra? - Pubblicato: 10 aprile 2009 - Etichetta: Universal - Formati: CD+DVD, download digitale         | 7           | —           | - ITA: Oro         |
| 2010                                                         | Controcultura - Pubblicato: 7 settembre 2010 - Etichetta: Universal - Formati: CD, CD+DVD, download digitale                   | 1           | 79          | - ITA: Platino (2) |
| 2013                                                         | Guerra e pace - Pubblicato: 5 febbraio 2013 - Etichetta: Universal - Formati: CD, 2 CD, download digitale                      | 1           | 45          | - ITA: Platino     |
| 2015                                                         | Squallor - Pubblicato: 7 aprile 2015 - Etichetta: Universal - Formati: CD, download digitale, streaming                        | 2           | —           | - ITA: Oro         |
| 2017                                                         | Fenomeno - Pubblicato: 7 aprile 2017 - Etichetta: Universal - Formati: CD, 2 LP, download digitale, streaming                  | 1           | 52          | - ITA: Platino (3) |
| 2022                                                         | Caos - Pubblicato: 18 marzo 2022 - Etichetta: Epic - Formati: CD, 2 LP, download digitale, streaming                           | 1           | 15          | - ITA: Platino (2) |
| 2025                                                         | Mentre Los Angeles brucia - Pubblicato: 20 giugno 2025 - Etichetta: Epic - Formati: CD, 2 LP, MC, download digitale, streaming | 1           | —           | - ITA: Oro         |
| "—" indica una pubblicazione non classificata in quel paese. | |             |             |                    |

### Album dal vivo
| Anno | Titolo                                                                                          |
| ---- | ----------------------------------------------------------------------------------------------- |
| 2015 | Squallor Live - Pubblicato: 23 ottobre 2015 - Etichetta: Universal - Formati: download digitale |

### Raccolte
| Anno | Titolo | Classifiche | Certificazioni |
| Anno | Titolo | ITA         | Certificazioni |
| ---- | --- | ----------- | -------------- |
| 2019 | Il tempo vola 2002-2020 - Pubblicato: 25 ottobre 2019 - Etichetta: Island - Formati: 3 CD, 4 CD+MC+VHS, download digitale | 4           | - ITA: Oro     |

## Mixtape
| Anno | Titolo                                                                                           |
| ---- | ------------------------------------------------------------------------------------------------ |
| 2010 | Quorum - Pubblicato: 20 luglio 2010 - Etichetta: Tempi Duri - Formati: download digitale         |
| 2011 | Venerdì 17 - Pubblicato: 18 marzo 2011 - Etichetta: Tempi Duri - Formati: download digitale      |
| 2013 | Rima dopo rima - Pubblicato 25 gennaio 2013 - Etichetta: Tempi Duri - Formati: download digitale |

## Extended play
| Anno | Titolo |
| ---- | --- |
| 2007 | Nient'altro che la verità - Pubblicato: 31 ottobre 2007 - Etichetta: Universal - Formati: CD                         |
| 2012 | Casus belli EP - Pubblicato: 30 ottobre 2012 - Etichetta: Universal - Formati: download digitale, 12"                |
| 2017 | Fenomeno - Masterchef EP - Pubblicato: 17 novembre 2017 - Etichetta: Universal - Formati: CD, 12", download digitale |
| 2019 | Outtakes - Pubblicato: 25 ottobre 2019 - Etichetta: Island - Formati: 12"                                            |

## Singoli

### Come artista principale
| Anno                                                         | Titolo                                                          | Classifiche | Certificazioni     | Album di provenienza          |
| Anno                                                         | Titolo                                                          | ITA         | Certificazioni     | Album di provenienza          |
| ------------------------------------------------------------ | --------------------------------------------------------------- | ----------- | ------------------ | ----------------------------- |
| 2006                                                         | Applausi per Fibra                                              | 9           | - ITA: Oro         | Tradimento                    |
| 2006                                                         | Mal di stomaco                                                  | 36          |                    | Tradimento                    |
| 2007                                                         | Bugiardo                                                        | 25          | - ITA: Oro         | Bugiardo                      |
| 2007                                                         | La soluzione                                                    | 49          |                    | Bugiardo                      |
| 2008                                                         | In Italia (feat. Gianna Nannini)                                | 4           | - ITA: Oro         | Bugiardo                      |
| 2009                                                         | Incomprensioni (feat. Federico Zampaglione)                     | 32          |                    | Chi vuole essere Fabri Fibra? |
| 2009                                                         | Speak English                                                   | —           |                    | Chi vuole essere Fabri Fibra? |
| 2010                                                         | Vip in Trip                                                     | 2           | - ITA: Platino     | Controcultura                 |
| 2010                                                         | Tranne te                                                       | 2           | - ITA: Platino (3) | Controcultura                 |
| 2011                                                         | Qualcuno normale (feat. Marracash)                              | —           |                    | Controcultura                 |
| 2011                                                         | Le donne                                                        | 14          | - ITA: Platino     | Controcultura                 |
| 2012                                                         | L'italiano balla (con i Crookers)                               | 28          |                    | /                             |
| 2012                                                         | Pronti, partenza, via!                                          | 11          | - ITA: Platino     | Guerra e pace                 |
| 2013                                                         | Ring Ring                                                       | 61          |                    | Guerra e pace                 |
| 2013                                                         | Panico (feat. Neffa)                                            | 30          | - ITA: Platino     | Guerra e pace                 |
| 2013                                                         | Bisogna scrivere                                                | —           |                    | Guerra e pace                 |
| 2014                                                         | Niente di personale                                             | 51          |                    | /                             |
| 2015                                                         | Come Vasco                                                      | —           |                    | Squallor                      |
| 2015                                                         | Alza il volume (con Prezioso)                                   | —           |                    | /                             |
| 2015                                                         | Vita da star RMX/Playboy (con Marracash)                        | —           |                    | Status Squallor               |
| 2015                                                         | Ognuno ha ciò che si merita (con Big Fish)                      | —           |                    | /                             |
| 2016                                                         | La pula bussò 2016 (con Gemitaiz)                               | —           |                    | Tradimento 10 anni - Reloaded |
| 2016                                                         | Lo sto facendo                                                  | 84          |                    | /                             |
| 2017                                                         | Fenomeno                                                        | 12          | - ITA: Platino (2) | Fenomeno                      |
| 2017                                                         | Pamplona (feat. Thegiornalisti)                                 | 4           | - ITA: Platino (4) | Fenomeno                      |
| 2017                                                         | Luna (feat. Mahmood)                                            | —           |                    | /                             |
| 2017                                                         | Stavo pensando a te                                             | 7           | - ITA: Platino (3) | Fenomeno                      |
| 2019                                                         | Yoshi (con Dani Faiv e Thasup)                                  | 1           | - ITA: Platino (4) | Machete Mixtape 4             |
| 2019                                                         | Come mai (feat. Franco126)                                      | 10          | - ITA: Oro         | Il tempo vola 2002-2020       |
| 2020                                                         | Mal di testa (con Elodie)                                       | 76          |                    | This Is Elodie                |
| 2022                                                         | Propaganda (feat. Colapesce Dimartino)                          | 10          | - ITA: Platino (2) | Caos                          |
| 2022                                                         | Stelle (feat. Maurizio Carucci)                                 | 23          | - ITA: Oro         | Caos                          |
| 2022                                                         | Contrabbando (con Tropico e Cesare Cremonini)                   | 74          |                    | /                             |
| 2022                                                         | Caos (feat. Lazza e Madame)                                     | 2           | - ITA: Platino (2) | Caos                          |
| 2022                                                         | Universo (con Deda e Neffa)                                     | —           |                    | House Party                   |
| 2023                                                         | Parafulmini (con Ernia e Bresh)                                 | 13          | - ITA: Platino (3) | Io non ho paura               |
| 2024                                                         | In Italia 2024 (feat. Baby Gang e Emma)                         | 16          | - ITA: Platino     | /                             |
| 2025                                                         | Zelensky (Red Bull 64 Bars) (con Amadeus, Chef P e James Logan) | —           |                    | /                             |
| 2025                                                         | Che gusto c'è (feat. Tredici Pietro)                            | 6           |                    | Mentre Los Angeles brucia     |
| 2025                                                         | Stupidi (feat. Papa V e Nerissima Serpe)                        | 53          |                    | Mentre Los Angeles brucia     |
| 2025                                                         | Milano baby (feat. Joan Thiele)                                 | 68          |                    | Mentre Los Angeles brucia     |
| "—" indica una pubblicazione non classificata in quel paese. |                                                                 |             |                    |                               |

### Come artista ospite
| Anno                                                         | Titolo | Classifiche | Certificazioni     | Album di provenienza   |
| Anno                                                         | Titolo | ITA         | Certificazioni     | Album di provenienza   |
| ------------------------------------------------------------ | --- | ----------- | ------------------ | ---------------------- |
| 2010                                                         | Festa festa (Crookers feat. Fabri Fibra e Dargen D'Amico)                                                                              | 35          |                    | Tons of Friends        |
| 2011                                                         | Le leggende non muoiono mai (Don Joe & Shablo feat. Fabri Fibra, Jake La Furia, Noyz Narcos, Marracash, Guè, J-Ax e Francesco Sarcina) | 68          |                    | Thori & Rocce          |
| 2011                                                         | L'inquietudine di esistere (Tiromancino feat. Fabri Fibra)                                                                             | —           |                    | L'essenziale           |
| 2012                                                         | Dietro front (Emis Killa feat. Fabri Fibra)                                                                                            | 98          |                    | L'erba cattiva         |
| 2013                                                         | Fisico & politico (Luca Carboni feat. Fabri Fibra)                                                                                     | 14          | - ITA: Oro         | Fisico & politico      |
| 2016                                                         | Ali e radici (Jake La Furia feat. Fabri Fibra)                                                                                         | —           |                    | Fuori da qui           |
| 2018                                                         | Barracuda (Boomdabash feat. Jake La Furia e Fabri Fibra)                                                                               | 63          |                    | Barracuda              |
| 2018                                                         | Lario RMX (Lazza feat. Fabri Fibra) | —           |                    | /                      |
| 2018                                                         | Fotografia (Carl Brave feat. Francesca Michielin & Fabri Fibra)                                                                        | 6           | - ITA: Platino (3) | Notti brave            |
| 2018                                                         | Hotel (Mecna feat. Fabri Fibra) | —           |                    | Blue Karaoke           |
| 2019                                                         | Torcida (Big Fish feat. Fabri Fibra, Jake La Furia, Emis Killa e Chadia Rodríguez)                                                     | —           |                    | /                      |
| 2019                                                         | Chi vuol essere milionario? (Clementino feat. Fabri Fibra)                                                                             | —           |                    | Tarantelle             |
| 2019                                                         | Calipso (Charlie Charles e Dardust feat. Sfera Ebbasta, Mahmood & Fabri Fibra)                                                         | 1           | - ITA: Platino (4) | /                      |
| 2020                                                         | Monolocale (Francesca Michielin feat. Fabri Fibra)                                                                                     | —           |                    | Feat (stato di natura) |
| 2020                                                         | Bataclan (Nerone feat. Fabri Fibra) | 87          |                    | Maxtape                |
| 2021                                                         | Il mio amico (Madame feat. Fabri Fibra)                                                                                                | 11          | - ITA: Platino     | Madame                 |
| 2022                                                         | Sfiga (Grido feat. Fabri Fibra) | —           |                    | /                      |
| 2023                                                         | Obladi oblada (Charlie Charles feat. Ghali, Thasup e Fabri Fibra)                                                                      | 43          |                    | /                      |
| 2023                                                         | Fino al giorno nuovo (Negramaro feat. Fabri Fibra)                                                                                     | 45          |                    | Free Love              |
| 2023                                                         | Mondo panico (Ex-Otago feat. Fabri Fibra)                                                                                              | —           |                    | Auguri                 |
| 2024                                                         | Pallottole sull'amore (Cor Veleno feat. Fabri Fibra)                                                                                   | —           |                    | Fuoco sacro            |
| 2024                                                         | Fogliemorte (Neffa feat. Fabri Fibra)                                                                                                  | 66          |                    | /                      |
| 2024                                                         | Peyote (Articolo 31 feat. Fabri Fibra e Rocco Hunt)                                                                                    | 65          |                    | Protomaranza           |
| "—" indica una pubblicazione non classificata in quel paese. | |             |                    |                        |

## Altri brani entrati in classifica
| Anno | Titolo                                            | Classifiche | Album di provenienza      |
| Anno | Titolo                                            | ITA         | Album di provenienza      |
| ---- | ------------------------------------------------- | ----------- | ------------------------- |
| 2013 | Guerra e pace                                     | 31          | Guerra e pace             |
| 2013 | Dagli sbagli si impara (feat. Elisa)              | 80          | Guerra e pace             |
| 2017 | Red Carpet                                        | 62          | Fenomeno                  |
| 2017 | Money for Dope 2017                               | 59          | Fenomeno                  |
| 2017 | Equilibrio                                        | 57          | Fenomeno                  |
| 2017 | Cronico                                           | 97          | Fenomeno                  |
| 2017 | Lascia stare                                      | 64          | Fenomeno                  |
| 2017 | Dipinto di blu (feat. Laïoung)                    | 54          | Fenomeno                  |
| 2017 | Invece no                                         | 85          | Fenomeno                  |
| 2017 | Ogni giorno                                       | 84          | Fenomeno                  |
| 2017 | Nessun aiuto                                      | 78          | Fenomeno                  |
| 2017 | Ringrazio                                         | 76          | Fenomeno                  |
| 2017 | CVDM                                              | 79          | Fenomeno - Masterchef EP  |
| 2025 | L'avvelenata (pretesto) (feat. Francesco Guccini) | 86          | Mentre Los Angeles brucia |
| 2025 | Salsa piccante (feat. Gaia e Massimo Pericolo)    | 47          | Mentre Los Angeles brucia |
| 2025 | Karma ok                                          | 77          | Mentre Los Angeles brucia |
| 2025 | Come finirà?                                      | 88          | Mentre Los Angeles brucia |
| 2025 | Tutti pazzi                                       | 99          | Mentre Los Angeles brucia |
| 2025 | Sbang (feat. Noyz Narcos)                         | 99          | Mentre Los Angeles brucia |
| 2025 | Tutto andrà bene                                  | 74          | Mentre Los Angeles brucia |
| 2025 | Vivo                                              | 82          | Mentre Los Angeles brucia |
| 2025 | Mio padre                                         | 92          | Mentre Los Angeles brucia |

## Collaborazioni
- 1998 – Soevv feat. Fabri Fibra – Dissenso generale (da I 4 giorni del sole)
- 1998 – Porzione Massiccia Crew feat. Shezan Il Ragio, Fabri Fibra e Chime Nadir – Ci siamo (da Demolizione 1)
- 1999 – Nesli feat. Fabri Fibra e Shezan Il Ragio – Nastri d'argento (da Fitte da latte)
- 1999 – Nesli feat. Fabri Fibra – Hey tu (da Fitte da latte)
- 1999 – Nesli feat. Fabri Fibra e Orly Sad – Solo se vedi (da Fitte da latte)
- 1999 – Fritz da Cat feat. Fabri Fibra & DJ Inesha – Una minima (da Novecinquanta)
- 1999 – Parcheggio Abusivo THC feat. Fabri Fibra – A mente stanca (da D'abbuso)
- 2000 – Mente feat. Fabri Fibra e Nesli – Maxidelitto di scarsi (da Viaggi da e per...)
- 2000 – Marya feat. Fabri Fibra e Men in Skratch – Il colpo di troppo (da Bohemienne - La figlia del vento)
- 2000 – Marya feat. Fabri Fibra e Men in Skratch – A che brindi? (da Bohemienne - La figlia del vento)
- 2000 – Gente Guasta feat. Fabri Fibra e Nesli – La grande truffa del rap (da La grande truffa del rap)
- 2000 – DJ Zeta feat. Fabri Fibra e Cricca Dei Balordi – Stimoli (da Zeta 2000)
- 2000 – Soevv feat. Fabri Fibra – Dissenso generale (da I quattro giorni del sole E.P.)
- 2001 – Nesli feat. Fabri Fibra – Senza un perché (da Cactus)
- 2002 – Rival Capone feat. Fabri Fibra, Nesli, Esa, Tormento e Men in Skratch – Smoked Out (da En quelques featurings...)
- 2002 – Esa feat. Fabri Fibra – È unta e c'è l'olio (da Tutti gli uomini del presidente)
- 2003 – Nesli feat. Fabri Fibra – Piccolezze (da Ego)
- 2004 – Mondo Marcio feat. Fabri Fibra – Abbi fede (da Fuori di qua)
- 2004 – Bassi Maestro feat. Fabri Fibra – S.A.I.C. - Succhiateci ancora il cazzo (da Seven: The Street Prequel)
- 2004 – Nesli feat. Fabri Fibra – Sono un prodotto, L'appuntamento e Il mio nome (da Home)
- 2005 – Kaso & Maxi B feat. Fabri Fibra – Chi può e chi si attacca (da Tangram)
- 2005 – Men in Skratch feat. Fabri Fibra – Scappa!
- 2005 – Microspasmi feat. Fabri Fibra – Non sei una figa (da 16 punti di sutura)
- 2006 – Supa feat. Fabri Fibra – Presta attenzione (da No Delay)
- 2006 – Antianti feat. Fabri Fibra – Pain (da Il tappeto dava un tono all'ambiente)
- 2006 – DJ Nais feat. Fabri Fibra – Exclusive (da Very Nais vol. 3)
- 2007 – Nesli feat. Fabri Fibra – Fratelli bandiera (da Le verità nascoste)
- 2007 – Vacca feat. Fabri Fibra – Non piove (da Faccio quello che voglio)
- 2008 – Cole, Duke Montana e Fabri Fibra – Deadicated (da Ministero dell'inferno)
- 2008 – Noyz Narcos feat. Fabri Fibra – Al Qaeda (da The Best Out Mixtape)
- 2009 – Gianna Nannini feat. Fabri Fibra – Siamo nella merda (da Giannadream - Solo i sogni sono veri)
- 2009 – Artisti Uniti Per L'Abruzzo – Domani 21/04.2009
- 2009 – Radio Deejay feat. Fabri Fibra, J-Ax, Marracash, Alessandra Amoroso – Questo Natale
- 2010 – Noyz Narcos feat. Fabri Fibra – Italian Psycos (da Guilty)
- 2010 – DJ Myke feat. Fabri Fibra – Hocus Pocus (da Hocus Pocus)
- 2010 – Dargen D'Amico feat. Fabri Fibra e Danti – Nessuno parla più (da D' parte prima)
- 2010 – Marracash feat. Fabri Fibra – Stupidi (da Fino a qui tutto bene)
- 2010 – Supa feat. Fabri Fibra – It-Alieni (da Dico il vero)
- 2010 – Supa feat. Fabri Fibra – Diglielo (da Dico il vero)
- 2010 – Pezet & Małolat feat. Fabri Fibra – Hip Hop robi dla mnie (da Dzis w moim miescie)
- 2010 – Tiromancino feat. Fabri Fibra – L'inquietudine di esistere (da L'essenziale)
- 2010 – Pula+ feat. Fabri Fibra – Come La Birra (da + Pula x Tutti)
- 2010 – Fabri Fibra, Supa, Danti, Daniele Vit – Via Con Me (da Sono cazzi miei di DJ Nais)
- 2010 – Elisa feat. Fabri Fibra – Anche tu, Anche se (non trovi le parole) (da Ivy)
- 2010 – Two Fingerz feat. Fabri Fibra – Canzoni da stadio (da Il disco nuovo/Il disco volante)
- 2010 – DJ Nais feat. Fabri Fibra Supa, Danti, Daniele Vit – Via con me (da Sono cazzi miei)
- 2010 – DJ Nais feat. Fabri Fibra – Freestyle 1 (da Sono cazzi miei)
- 2010 – DJ Nais feat. Fabri Fibra – Freestyle 2 (da Sono cazzi miei)
- 2010 – DJ Nais feat. Fabri Fibra – Dancehall Dancehall (da Sono cazzi miei)
- 2010 – DJ Nais feat. Fabri Fibra Pula+ – Mamma mia (da Sono cazzi miei)
- 2011 – Entics feat. Fabri Fibra – Wicked (da Ganja Chanel Vol.2)
- 2011 – Meddaman feat. Fabri Fibra e Danti – La mia testa (da Tutto vero tutto falso)
- 2011 – Don Joe & Shablo feat. Fabri Fibra – Vinci o perdi (da Thori & Rocce)
- 2011 – Metal Carter & Cole feat. Fabri Fibra – Senza chiedermi (da Società segreta)
- 2011 – Entics feat. Fabri Fibra – Il mio mixtape (da Soundboy)
- 2011 – Maxi B feat. Fabri Fibra – Tempi duri (da Cattivo Mixtape)
- 2011 – Maxi B feat. Rapstar, Lucci, Naghi, ATPC – Avanti il prossimo (da Cattivo Mixtape)
- 2011 – Marracash feat. Fabri Fibra, Jake La Furia – Quando sarò morto... (da King del rap)
- 2012 – Maxi B feat. Fabri Fibra – Troppo bello (da L'ottavo giorno della settimana)
- 2012 – Pula+ feat. Fabri Fibra – Di niente e di nessuno (da Di niente e di nessuno)
- 2012 – The Dub Sync feat. Fabri Fibra – P.O.T. (Presto o tardi) (da The Dub Sync)
- 2012 – Rayden feat. Fabri Fibra e DJ Double S – Top Ten (da L'uomo senza qualità)
- 2012 – Entics feat. Fabri Fibra – Pazienza (da Carpe Diem)
- 2012 – Duke Montana feat. Fabri Fibra – Alphabet Killers (da Stay Gold)
- 2013 – Baby K feat. Fabri Fibra – Una seria (Intro di Fabri Fibra) (da Una seria)
- 2013 – Moreno feat. Fabri Fibra – La novità (da Stecca)
- 2013 – Clementino feat. Fabri Fibra – Questa volta (da Mea culpa)
- 2013 – Guè feat. Fabri Fibra – In orbita (da Bravo ragazzo)
- 2013 – Fritz da Cat feat. Fabri Fibra – Bei momenti (da Leaks)
- 2014 – Rayden feat. Fabri Fibra e DJ Double S – Tempi duri per tutti (da Raydeneide)
- 2014 – Deleterio feat. Fabri Fibra – Zombie (da Dadaismo)
- 2014 – Nitro feat. Fabri Fibra – Doggy Style (da Machete Mixtape III)
- 2015 – Marracash feat. Fabri Fibra – Vita da star (da Status)
- 2015 – Club Dogo feat. Fabri Fibra – Dieci anni fa Remix (da Non siamo più quelli di Mi fist - The Complete Edition)
- 2015 – Nitro feat. Fabri Fibra – Ong Bak (da Suicidol)
- 2015 – Clementino feat. Fabri Fibra & Guè – Boom (da Miracolo!)
- 2015 – MadMan feat. Fabri Fibra – Ramadan (da Doppelganger)
- 2015 – Lucariello feat. Fabri Fibra – Vittoria
- 2016 – Gemitaiz feat. Fabri Fibra – Fammi fuori (da Nonostante tutto)
- 2016 – Mondo Marcio feat. Fabri Fibra – Scoppia la bomba (da La freschezza del Marcio)
- 2016 – Gel feat. Fabri Fibra – Un uomo di plastica (da Io non sono buono)
- 2016 – Big Fish feat. Fabri Fibra – Qui dentro
- 2016 – Metal Carter feat. Fabri Fibra – Rime d'acciaio esclusive (da Cult Leader)
- 2016 – Giuliano Palma feat. Fabri Fibra – Splendida giornata (da Groovin')
- 2016 – Emis Killa feat. Fabri Fibra – Sopravvissuto (da Terza stagione)
- 2016 – Marracash & Guè feat. Fabri Fibra – Purdi RMX (da Santeria Voodoo Edition)
- 2017 – Bassi Maestro feat. Fabri Fibra – Non muovono il collo (da Mia maestà)
- 2017 – Izi feat. Fabri Fibra – Dopo esco (da Pizzicato)
- 2017 – Maruego feat. Fabri Fibra – Oh fra!!! (da Tra Zenith e Nadir)
- 2017 – Bassi Maestro & Supa feat. Fabri Fibra – Stanza 237 (da Oterges Ottegorp)
- 2017 – Claver Gold feat. Fabri Fibra – Deja vù senza fiato (da Requiem)
- 2018 – Tommy Kuti feat. Fabri Fibra – Cliché (da Italiano vero)
- 2018 – Gemitaiz feat. Fabri Fibra – Pezzo Trap (da Davide)
- 2018 – Marracash feat. Fabri Fibra – Non confondermi (da Marracash - 10 anni dopo)
- 2018 – Mecna feat. Fabri Fibra – Hotel (da Blue Karaoke)
- 2018 – Mastafive feat. Fabri Fibra – Hip Hop Remix
- 2018 – Tiromancino feat. Fabri Fibra – Muovo le ali 2018 (da Fino a qui)
- 2018 – Mahmood feat. Fabri Fibra – Anni 90 (da Gioventù Bruciata EP)
- 2018 – Salmo feat. Fabri Fibra – Stai zitto (da Playlist)
- 2018 – Quentin40 feat. Fabri Fibra – Se ne va
- 2019 – Lazza feat. Fabri Fibra – Box Logo (da Re Mida)
- 2019 – Quentin40 feat. Fabri Fibra – 666GAP (da 40)
- 2019 – Fabri Fibra & Massimo Pericolo – Star Wars (da Machete Mixtape 4)
- 2019 – The Night Skinny feat. Guè, Rkomi & Fabri Fibra – Saluti (da Mattoni)
- 2019 – The Night Skinny feat. Fabri Fibra & Noyz Narcos – Bad People (da Mattoni)
- 2019 – The Night Skinny feat. Fabri Fibra, Shiva & Side Baby – Fumo 1etto (da Mattoni)
- 2019 – Tha Supreme feat. Fabri Fibra – Parano1a K1d (da 23 6451)
- 2019 – Enzo Dong feat. Fabri Fibra – Dio perdona io no (da Dio perdona io no)
- 2019 – Ketama126 feat. Fabri Fibra – Jeans strappati (da Kety)
- 2019 – Vegas Jones feat. Fabri Fibra – Presidenziale (da La bella musica)
- 2020 – Nitro feat. Fabri Fibra – Avvoltoi (da GarbAge)
- 2020 – Dani Faiv feat. Fabri Fibra – Aria (da Scusate se esistiamo)
- 2020 – Ernia feat. Fabri Fibra – Non me ne frega un cazzo (da Gemelli)
- 2020 – Bosh feat. Fabri Fibra & J-Ax – Djomb Remix
- 2020 – Emis Killa & Jake La Furia feat. Salmo & Fabri Fibra – Sparami (da 17)
- 2020 – DJ Slait feat. Nitro, Fabri Fibra & Jake La Furia – 5G (da Bloody Vinyl 3)
- 2020 – Izi feat. Fabri Fibra – Pazzo (da Riot)
- 2020 – Gemitaiz feat. Fabri Fibra – In una benz (da QVC9)
- 2021 – Not Good feat. Fabri Fibra – Non mi interessa (da (Erba nei jeans)
- 2021 – Sottotono feat. Primo e Fabri Fibra – Cronici 2021 (da Originali)
- 2021 – Laïoung feat. Fabri Fibra – Fanno di tutto per hype (Trappocalisse) (da Vox Populi)
- 2021 – Rocco Hunt feat. Fabri Fibra – Vada come vada (da Rivoluzione)
- 2022 – Sick Luke feat. Jake La Furia, Fabri Fibra e Izi – Faccio cose (da X2)
- 2022 – SLF feat. Fabri Fibra e Geolier – 18 anni (da We the Squad Vol. 1)
- 2022 – The Night Skinny feat. Coez, Ernia, Fabri Fibra, Geolier, Guè, Lazza, MamboLosco, Paky, Tony Effe e L'immortale – BTX Posse (da Botox)
- 2023 – Ensi e Nerone feat. Nitro, Fabri Fibra, Jake La Furia e Gemitaiz – Six Pack (da Brava gente)
- 2023 – Drillionaire feat. Taxi B, Mahmood e Fabri Fibra – Proibito (da 10)
- 2023 – Gemitaiz feat. Fabri Fibra – Restiamo soli (da QVC 10)
- 2024 – Mace feat. Fabri Fibra, Fulminacci e Vins – Mai più (da Māyā)
- 2024 – Baby Gang feat. Fabri Fibra, Ernia, Rkomi e Geolier – Non mi vedi (da L'angelo del male)
- 2024 – Night Skinny feat. Papa V, Nerissima Serpe e Fabri Fibra – Walzer (da Containers)
- 2025 – Rose Villain feat. Fabri Fibra – Bop (da Radio Vega)
- 2025 – Rame feat. Fabri Fibra – Troppi film (da Esame di vita)
- 2025 – Neffa feat. Fabri Fibra e Myss Keta – Hype (nuoveindagini) (da Canerandagio parte 1)

## Brani inediti
- 1996 – Dove sono stato
- 1997 – Persi nel tempo
- 1997 – Cosa naturale (Intorno al suono)
- 1997 – L'accoppiaggio
- 1998 – Guerra fra poveri, come collaboratore di Inoki
- 1999 – Inedito
- 1999 – Alta marea
- 2001 – Fabri Fibra Vs Kiffa
- 2001 – Freestyle Bevande durante "Mortal Kombat"
- 2002 – Qualche limite
- 2006 – Hey questo è Mr. Simpatia, durante l'MTV Day 2006 di Bologna, in risposta alla parodia di Grido
- 2007 – Non faccio male per la rivista xL
- 2007 – Si tengo que hacerlo (el remix) (feat. El Invikto)
- 2007 – FibraSupaCock (feat. Bassi Maestro, Supa)
- 2008 – Sanremo Megamix
- 2008 – Un'altra chance Remix (feat. Dargen D'Amico, Alborosie)
- 2008 – È un tuo problema durante la giornata di "Rock In Rebibbia" (programma di MTV) nel carcere di Rebibbia
- 2008 – Questo è il Megamix
- 2010 – Saddam Freestyle (feat. Dargen D'Amico)
- 2010 – Rap natalistico (per Radio Deejay)
- 2014 – Fatti da parte
- 2018 – Non siamo in America (feat. Kenders, per TRX Radio)
- 2019 – Come mai Big Fish Remix (feat. Franco126)
- 2020 – Tutti in quarantena (per TRX Radio)

## Videografia

### Album video
| Anno | Titolo                                                                            |
| ---- | --------------------------------------------------------------------------------- |
| 2005 | Mr. Simpatia Live - Pubblicato: 2005 - Etichetta: The Saifam Group - Formati: DVD |

### Video musicali
| Anno | Titolo                                       | Regista/i                      |
| ---- | -------------------------------------------- | ------------------------------ |
| 2006 | Applausi per Fibra                           | Cosimo Alemà                   |
| 2006 | Su le mani                                   | Cosimo Alemà                   |
| 2006 | Mal di stomaco                               | Cosimo Alemà                   |
| 2006 | Idee stupide (feat. Diego Mancino)           | Cosimo Alemà                   |
| 2007 | Questo è il nuovo singolo                    | Cosimo Alemà                   |
| 2007 | Bugiardo                                     | Cosimo Alemà                   |
| 2008 | La soluzione                                 | Cosimo Alemà                   |
| 2008 | In Italia (feat. Gianna Nannini)             | Cosimo Alemà                   |
| 2009 | Incomprensioni (feat. Federico Zampaglione)  | Cosimo Alemà                   |
| 2009 | Speak English                                | Cosimo Alemà                   |
| 2010 | Vip in Trip                                  | Cosimo Alemà                   |
| 2010 | Tranne te (feat. Dargen D'Amico e Marracash) | Cosimo Alemà                   |
| 2011 | Qualcuno normale (feat. Marracash)           | Cosimo Alemà                   |
| 2011 | Le donne                                     | Cosimo Alemà                   |
| 2012 | L'italiano balla (con Crookers)              | Rino Stefano Tagliafierro      |
| 2012 | Pronti, partenza, via!                       | Cosimo Alemà                   |
| 2013 | Guerra e pace                                | Cosimo Alemà                   |
| 2013 | Alta vendita                                 | Gianluca Grandinetti           |
| 2013 | Ring Ring                                    | Gaetano Morbioli               |
| 2013 | Panico (feat. Neffa)                         | Gaetano Morbioli               |
| 2013 | Bisogna scrivere                             | Nicola Artico, Matteo Podini   |
| 2014 | Fatti da parte                               | Luca Scalia, Mathia Cinelli    |
| 2015 | Il rap nel mio paese                         | Luca Scalia, Mathia Cinelli    |
| 2015 | Playboy (feat. Marracash)                    | Edoardo Bolli, Simone Mogliè   |
| 2015 | Alieno                                       | Lorenzo Busi, BigRock          |
| 2015 | E tu ci convivi (feat. Gué Pequeno)          | Marc Lucas, Igor Grbesic       |
| 2017 | Fenomeno                                     | Cosimo Alemà                   |
| 2017 | Pamplona (feat. Thegiornalisti)              | Cosimo Alemà                   |
| 2017 | Stavo pensando a te                          | Andrea "@vonjako" Giacomini    |
| 2017 | Dipinto di blu (feat. Laïoung)               | Martina Pastori, Edoardo Bolli |
| 2022 | Propaganda (feat. Colapesce Dimartino)       | Cosimo Alemà                   |
| 2022 | Stelle (feat. Maurizio Carucci)              | Cosimo Alemà                   |
| 2022 | Caos (feat. Lazza e Madame)                  | Cosimo Alemà                   |
| 2023 | Fino al giorno nuovo (con i Negramaro)       | Byron Rosero                   |
| 2023 | In Italia 2024 (feat. Baby Gang ed Emma)     | Cosimo Alemà                   |
| 2025 | Che gusto c'è (feat. Tredici Pietro)         | Cosimo Alemà                   |
| 2025 | Stupidi (feat. Papa V e Nerissima Serpe)     | Cosimo Alemà                   |

#### Partecipazioni in videoclip di altri artisti
| Anno | Titolo                                  | Artista | Regista/i                                  |
| ---- | --------------------------------------- | --- | ------------------------------------------ |
| 2009 | Domani                                  | Artisti Uniti per l'Abruzzo                                                                                      | Ambrogio Lo Giudice                        |
| 2011 | Le leggende non muoiono mai             | Don Joe & Shablo feat. Jake La Furia, Guè Pequeno, J-Ax, Marracash, Noyz Narcos, Francesco Sarcina e Fabri Fibra | Gianluca "Calu" Montesano, Giuseppe Romano |
| 2011 | L'inquietudine di esistere              | Tiromancino feat. Fabri Fibra                                                                                    | Federico Zampaglione                       |
| 2012 | P.O.T. (Presto o tardi)                 | The Dub Sync feat. Fabri Fibra                                                                                   | Ago Panini, Ivan Merlo                     |
| 2013 | Top Ten (RMX)                           | Rayden & DJ Double S feat. Fabri Fibra                                                                           | Mirko Salciarini                           |
| 2015 | Vittoria                                | Lucariello feat. Fabri Fibra                                                                                     | Johnny Dama                                |
| 2016 | Un uomo di plastica                     | Gel feat. Fabri Fibra                                                                                            | Antonio Di Giuseppe                        |
| 2018 | Barracuda                               | Boomdabash feat. Jake La Furia e Fabri Fibra                                                                     | Enea Colombi                               |
| 2018 | Fotografia                              | Carl Brave feat. Francesca Michielin e Fabri Fibra                                                               | Daniele Ratti, Davide Ratti                |
| 2019 | Torcida                                 | Big Fish feat. Emis Killa, Chadia, Jake La Furia e Fabri Fibra                                                   | Fabrizio Conte                             |
| 2019 | Chi vuol essere milionario?             | Clementino feat. Fabri Fibra                                                                                     | Antonio Gerardo Risi                       |
| 2019 | Calipso                                 | Charlie Charles e Dardust feat. Sfera Ebbasta, Mahmood e Fabri Fibra                                             | Attilio Cusani                             |
| 2020 | Monolocale                              | Francesca Michielin feat. Fabri Fibra                                                                            | Giacomo Triglia                            |
| 2020 | Ma il cielo è sempre blu                | Italian Allstars 4 Life                                                                                          | Mauro Russo                                |
| 2021 | Fanno di tutto per hype (Trappocalisse) | Laïoung feat. Fabri Fibra                                                                                        | Asiel Babastro                             |
| 2022 | Universo                                | Deda feat. Neffa e Fabri Fibra                                                                                   | Matteo Bombarda                            |
| 2023 | Parafulmini                             | Ernia feat. Bresh e Fabri Fibra                                                                                  | Fabrizio Conte                             |
| 2023 | Mondo panico                            | Ex-Otago feat. Fabri Fibra                                                                                       | Cosimo "Zurb" Bruzzese                     |
| 2024 | Fogliemorte                             | Neffa feat. Fabri Fibra                                                                                          | Mattia Di Tella                            |
| 2024 | Peyote                                  | Articolo 31 feat. Rocco Hunt e Fabri Fibra                                                                       | Cosimo Alemà                               |